# Les Quatre Saisons
Pour les articles homonymes, voir Les Quatre Saisons (homonymie).
Les Quatre Saisons d'Antonio Vivaldi (Le quattro stagioni, en italien) (opus 8, no 1-4, RV 269 Le Printemps, RV 315 L'Été, RV 293 L'Automne, et RV 297 L'Hiver) sont les quatre premiers concertos baroques des douze concertos pour violon intitulés « Il cimento dell'armonia e dell'inventione » (La confrontation entre l'harmonie et l'invention), composés le 17 juin 1724 et publiés en 1725 à Amsterdam par Michel Le Cène. Leur première interprétation publique a lieu notamment à Londres et au Concert Spirituel de Paris du début de l’année 1728. Depuis sa redécouverte au milieu du XIXe siècle, cet hymne universel à la nature est considéré comme l'une des œuvres majeures dans l’histoire de la musique classique occidentale.

## Histoire
Avec ce chef-d'œuvre de son traité musical « Il cimento dell'armonia e dell'inventione » (La confrontation entre l'harmonie et l'invention) dédié aux quatre saisons (printemps, été, automne et hiver), le célèbre prêtre-maestro italien Antonio Vivaldi (1678-1741), alors âgé de 47 ans, compose cet hymne universel grandiose à la nature avec tout le génie de son langage musical virtuose expressif,.
Ce concerto pour violon (violon soliste concertant avec un orchestre de chambre - quatuor à cordes : 2 violons, 1 alto, 1 violoncelle - et basse continue) est un des premiers concertos de soliste moderne (en transition avec le concerto grosso baroque pour ensemble musical de l'époque). Cette œuvre est également un des plus anciens exemples de musique à programme à élément narratif, où le compositeur prend grand soin de relier sa musique aux textes des sonnets de ses poèmes (dont il est auteur présumé).
Vivaldi dédicace cette œuvre au comte Wenzel von Morzin de Venise (Count Morzin (en)).

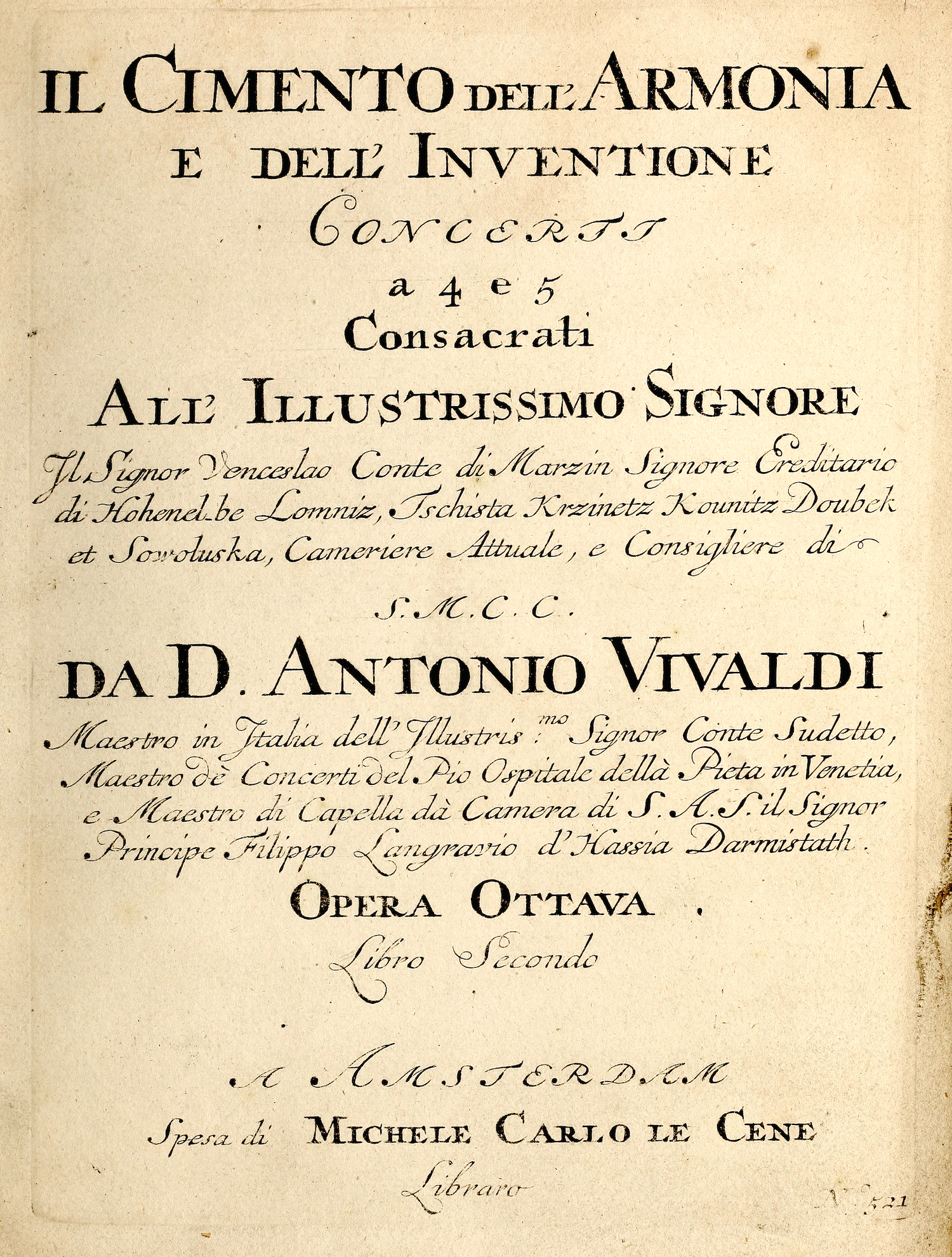
Il cimento dell'armonia e dell'inventione (La confrontation entre l'harmonie et l'invention), musée international et bibliothèque de la Musique (Bologne).

L'œuvre est accompagnée de quatre sonnets attribués à Vivaldi décrivant le déroulement des saisons. Sur la partition, le compositeur précise les correspondances avec les poèmes, explicitant même certains détails (aboiements de chien, noms d'oiseaux : coucou, tourterelle, pinson…)
En 2010, il en existe environ 1 000 versions différentes depuis le premier enregistrement, faisant état de divers arrangements (notamment en jazz) et transcriptions (piano, orgue, harpe, guitare, flûte, accordéon, synthétiseur pour les plus courantes), voire de recomposition complète comme celle de Max Richter en 2012. Certains violonistes, chefs d'orchestre, ou formations ont interprété et enregistré plusieurs fois cette œuvre depuis les années 1960 (Carmirelli, Accardo, Zukerman, Menuhin, Mutter, Šporcl (en), Kennedy, Karajan, Wallez, Scimone…). La palme revient à Jean-François Paillard qui l'a enregistrée six fois, et donnée 1 480 fois en concert.
La première interprétation publique, après le XVIIIe siècle, daterait de 1921 et le premier enregistrement de 1939 réalisé par Campoli, suivi en 1942 par Molinari. Mais il faudra attendre 1948 (Louis Kaufman dirigé par Henry Swoboda - grand prix du disque en 1950) pour que les Quatre Saisons soient réellement connues du public, avant de devenir une des œuvres les plus jouées au monde.

## Concertono1en mi majeur, op. 8, RV 269, «La primavera» (Le Printemps)

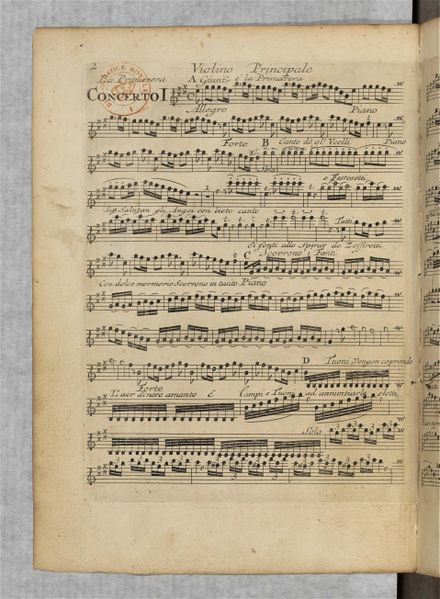
Il Cemento dell'armonia edell'inventione, op. 8, première page.

1. Allegro, en mi majeur, à quatre temps (4/4)
2. Largo, en do dièse mineur, à trois temps (3/4)
3. Allegro, en mi majeur, à quatre temps (12/8)

| Allegro Giunt'è la Primavera e festosetti La salutan gl'augei con lieto canto; E i fonti allo Spirar de'zeffiretti Con dolce mormorio Scorrono intanto. Vengon' coprendo l'aer di nero amanto E Lampi, e tuoni ad annunziarla eletti Indi tacendo questi, gli' Augelletti Tornan di nuovo al lor canoro incanto. Largo E quindi sul fiorito ameno prato Al caro mormorio di fronde e piante Dorme 'l Caprar col fido can a lato. Allegro Di pastoral Zampogna al suon festante Danzan Ninfe e Pastor nel tetto amato Di primavera all'apparir brillante. | Allegro Voici le Printemps, Que les oiseaux saluent d'un chant joyeux. Et les fontaines, au souffle des zéphyrs, Jaillissent en un doux murmure. Ils viennent, couvrant l'air d'un manteau noir, Le tonnerre et l'éclair messagers de l'orage. Enfin, le calme revenu, les oisillons Reprennent leur chant mélodieux. Largo Et sur le pré fleuri et tendre, Au doux murmure du feuillage et des herbes, Dort le chevrier, son chien fidèle à ses pieds. Allegro Au son festif de la musette Dansent les nymphes et les bergers, Sous le brillant firmament du printemps. |

## Concertono2en sol mineur, op. 8, RV 315, «L'estate» (L'Été)
1. Allegro non molto - Allegro, en sol mineur à trois temps (3/8)
2. Adagio - Presto - Adagio, en sol mineur à quatre temps (4/4)
3. Presto, en sol mineur à trois temps (3/4)

| Allegro non molto - Allegro Sotto dura Staggion dal Sole accesa Langue l'huom, langue 'l gregge, ed arde il Pino; Scioglie il Cucco la Voce, e tosto intesa Canta la Tortorella e 'l gardelino. Zeffiro dolce Spira, mà contesa Muove Borea improviso al Suo vicino; E piange il Pastorel, perche sospesa Teme fiera borasca, e 'l suo destino; Adagio - Presto - Adagio Toglie alle membra lasse il Suo riposo Il timore de' Lampi, e tuoni fieri E de mosche, e mossoni il Stuol furioso! Presto Ah che pur troppo i Suo timor Son veri Tuona e fulmina il Ciel e grandioso Tronca il capo alle Spiche e a' grani alteri. | Allegro non molto - Allegro Sous la dure saison écrasée de soleil, Homme et troupeaux se languissent, et s'embrase le pin. Le coucou se fait entendre, et bientôt d'une seule voix Chantent la tourterelle et le chardonneret. Zéphyr souffle doucement, mais, tout à coup, Borée s'agite et cherche querelle à son voisin. Le pâtre s'afflige, car il craint L'orage furieux, et son destin. Adagio - Presto - Adagio À ses membres las, le repos est refusé : La crainte des éclairs et le fier tonnerre Et l'essaim furieux des mouches et des taons. Presto Ah, ses craintes n'étaient que trop vraies, Le ciel tonne et fulmine et la grêle Coupe les têtes des épis et des tiges. |

## Concertono3en fa majeur, op. 8, RV 293, «L'autunno» (L'Automne)
1. Allegro, en fa majeur à quatre temps (4/4)
2. Adagio molto, en ré mineur à trois temps (3/4)
3. Allegro, en fa majeur à trois temps (3/8)

| Allegro Celebra il Vilanel con balli e Canti Del felice raccolto il bel piacere E del liquor di Bacco accesi tanti Finiscono col Sonno il lor godere. Adagio molto Fà ch’ogn’uno tralasci e balli e canti L’aria che temperata dà piacere, È la stagion ch’invita tanti e tanti D’un dolcissimo sonno al bel godere. Allegro I cacciator alla nov’alba à caccia Con corni, Schioppi, e caniescono fuore, Fugge la belva, e seguono la traccia; Già Sbigottita, e lassa al gran rumore De’ schioppi e cani, ferita minaccia Languida di fuggir, mà oppressa muore. | Allegro Par des chants et par des danses, Le paysan célèbre l’heureuse récolte Et la liqueur de Bacchus Conclut la joie par le sommeil. Adagio molto Chacun délaisse chants et danses : L’air est léger à plaisir, Et la saison invite Au plaisir d’un doux sommeil. Allegro Le chasseur part pour la chasse à l’aube, Avec les cors, les fusils et les chiens. La bête fuit, et ils la suivent à la trace. Déjà emplie de frayeur, fatiguée par les fracas des armes Et des chiens, elle tente de fuir, Exténuée, mais meurt sous les coups. |

## Concertono4en fa mineur, op. 8, RV 297, «L'inverno» (L'Hiver)
1. Allegro non molto en fa mineur à quatre temps (4/4)
2. Largo, en mi bémol majeur à quatre temps (4/4)
3. Allegro en fa mineur à trois temps (3/8)

| Allegro non molto Agghiacciato tremar trà nevi algenti Al Severo Spirar d'orrido Vento, Correr battendo i piedi ogni momento; E pel Soverchio gel batter i denti; Largo Passar al foco i di quieti e contenti Mentre la pioggia fuor bagna ben cento Allegro Caminar Sopra 'l giaccio, e à passo lento Per timor di cader gersene intenti; Gir forte Sdruzziolar, cader a terra Di nuove ir Sopra 'l giaccio e correr forte Sin ch'il giaccio si rompe, e si disserra; Sentir uscir dalle ferrate porte Sirocco Borea, e tutti i Venti in guerra Quest'è 'l verno, ma tal, che gioja apporte. | Allegro non molto Glacé, trembler dans la neige froide, Au souffle rude d'un vent terrible, Courir, taper des pieds à tout moment Et, dans l'excessive froidure, claquer des dents; Largo Passer auprès du feu des jours calmes et contents, Alors que la pluie, dehors, verse à torrents; Allegro Marcher sur la glace, à pas lents, De peur de tomber, contourner, Marcher bravement, tomber à terre, Se relever sur la glace et courir vite Avant que la glace se rompe et se disloque. Sentir passer, à travers la porte ferrée, Sirocco et Borée, et tous les Vents en guerre. Ainsi est l'hiver, mais, tel qu'il est, il apporte ses joies. |

## Reprises
- 2012 : Recomposed by Max Richter : Vivaldi, the Four Seasons, album de Max Richter

## Au cinéma
- 1979 : Le Gendarme et les Extra-terrestres, de Jean Girault
- 1985 : Dangereusement vôtre, de John Glen
- 1999 : Les Quatre Saisons de la loi, de Dímos Avdeliódis
- 2003 : Old Boy, de Park Chan-wook
- 2004 : Rois et Reine, d'Arnaud Desplechin
- 2011 : Intouchables, d'Olivier Nakache et Éric Toledano
- 2011 : Les Tuche, d'Olivier Baroux
- 2011 : La guerre est déclarée, de Valérie Donzelli
- 2015 : Un homme idéal, de Yann Gozlan
- 2016 : Apnée, de Jean-Christophe Meurisse
- 2016 : La Danseuse, de Stéphanie Di Giusto
- 2016 : Radin !, de Fred Cavayé
- 2018 : Le Grand Bain, de Gilles Lellouche
- 2019 : Portrait de la jeune fille en feu, de Céline Sciamma
- 2019 : John Wick Parabellum, de Chad Stahelski
- 2022 : Mercredi (série télévisée), de Miles Millar (L'hiver)

## Utilisation publicitaire
- 2022 : Publicité Sodastream (l'Été).

## Génériques
- 2011-2020 : La Marche de l'histoire, de Jean Lebrun, émission de radio de France Inter, générique (L'Été[8]).
- 2015-2018 : Le Divan de Marc Olivier Fogiel sur France 3, générique (l'Été).

## Autres œuvres sur les saisons
- 1691 : The Cold Song (le génie du froid) extrait de What Power Art Thou ? (Quelle puissance es-tu ?) du semi-opéra baroque King Arthur (Le roi Arthur) du compositeur Henry Purcell, sur le thème allégorique « du pouvoir de l'amour »[9]
- vers 1770: Michel Corrette (1707-1795). Motet à grand chœur « Laudate Dominum », inspiré du « Printemps » des Quatre Saisons.
- 1876 : Les Saisons, suite de morceaux pour piano de Piotr Ilitch Tchaïkovski.
- 1899 : Les Saisons, un ballet allégorique de Marius Petipa en un acte et quatre tableaux, sur une musique d'Alexandre Glazounov.
- 1984 : Seasons Symphony, une pièce pour quintette de cuivres composée par John Stevens.